# Theuns Jordaan
Pour les articles homonymes, voir Jordaan (homonymie).
Theuns Jordaan, né le 10 janvier 1971 au Cap-Oriental (Afrique du Sud) et mort le 17 novembre 2021, est un chanteur sud-africain.

## Biographie
Theuns Jordaan est très populaire dans la communauté afrikaner. Il connaît un grand succès dans son pays avec ses deux premiers albums.

## Discographie
- Vreemde stad (1999).
- Tjailatyd (2002).
- Seisoen (2005).
- Grootste Treffers (2007).
- Bring Jou Hart - avec Juanita Du Plessis (2008).
- Driekuns (2009).
- Kouevuur - la musique de Koos du Plessis (2009).